# Shen Xiaoxue
Shen Xiaoxue (12 januari 1993) is een Chinese freestyleskiester.

## Carrière
Bij haar wereldbekerdebuut, in december 2014 in Peking, scoorde Shen direct wereldbekerpunten. In januari 2015 stond de Chinese in Deer Valley voor de eerste maal in haar carrière op het podium van een wereldbekerwedstrijd. Op de wereldkampioenschappen freestyleskiën 2015 in Kreischber eindigde ze als zestiende op het onderdeel aerials.

## Resultaten

### Wereldkampioenschappen
| Jaar | Plaats      | Resultaten  |
| ---- | ----------- | ----------- |
| 2015 | Kreischberg | 16e Aerials |

### Wereldbeker
Eindklasseringen
| Seizoen   | Algm | AE  |
| --------- | ---- | --- |
| 2014/2015 | 44e  | 13e |
| 2015/2016 | 61e  | 14e |
| 2016/2017 | 24e  | 4e  |